# Jacqueline Wilson
Jacqueline Wilson, född 17 december 1945, är en engelsk författare. Hon räknas som Storbritanniens mest kända ungdomsförfattare. De flesta av hennes böcker är illustrerade av Nick Sharratt. Wilson visar ofta sin förmåga att skriva om svåra situationer på ett bra sätt till exempel i "Lola Rose". Hennes kanske mest kända böcker är serien om Tracy Beaker. Den är även känd från TV. 
Hon har en annan serie som heter "tjejer-serien" som också är populär.